# کوبی (فیلم)
کوبی (انگلیسی: Kubi) یک فیلم سینمای سامورایی تاریخی ژاپنی محصول ۲۰۲۳ به نویسندگی، کارگردانی و تدوین تاکشی کیتانو است که در نقش تویوتومی هیده‌یوشی نیز بازی می‌کند.

## بازیگران
- تاکشی کیتانو در نقش تویوتومی هیده‌یوشی
- نیشی‌جیما هیده‌توشی در نقش آکچی میتسوهیده
- ریو کاسه در نقش اودا نوبوناگا
- ناکامورا شیدو در نقش نانیوا موسوکه
- تادانابو آسانو در نقش کورودا یوشیتاکا
- نائو اوموری در نقش تویوتومی هیده‌ناگا
- کنیچی اندو در نقش آراکی موراشیگه
- ماسانوبو کاتسومورا در نقش سایتو توشی‌میتسو
- کنتا کیریتانی در نقش هاتوری هانزو
- سوسومو تراجیما در نقش ساهی
- کائورو کوبایاشی در نقش توکوگاوا ایه‌یاسو
- ایتوکو کیشیبه در نقش سن نو ریکیو